# Tiefenstock
Tiefenstock är en bergstopp i Schweiz.   Den ligger i kantonen Uri, i den centrala delen av landet, 80 km öster om huvudstaden Bern. Toppen på Tiefenstock är 3 515 meter över havet, eller 66 meter över den omgivande terrängen. Bredden vid basen är 0,27 km.
Terrängen runt Tiefenstock är huvudsakligen bergig. Trakten runt Tiefenstock är nära nog obefolkad, med mindre än två invånare per kvadratkilometer.. Närmaste större samhälle är Airolo, 18,0 km sydost om Tiefenstock. 
Trakten runt Tiefenstock består i huvudsak av gräsmarker.